# Freestyle ai IX Giochi asiatici invernali - Halfpipe femminile
La gara dell'halfpipe femminile si è svolta l'8 febbraio 2025 al Yabuli Ski Resort di Harbin, in Cina.

## Risultati
| Pos | Atleta       | Run 1 | Run 2 | Run 3 | Totale |
| --- | ------------ | ----- | ----- | ----- | ------ |
| 1   | Li Fanghui   | 93.00 | DNI   | 95.25 | 95.25  |
| 2   | Zhang Kexin  | 87.50 | 89.25 | DNI   | 89.25  |
| 3   | Jang Yu-jin  | 80.75 | 83.75 | 85.00 | 85.00  |
| 4   | Shin Hye-rin | 69.50 | 71.00 | 72.00 | 72.00  |
| 5   | Lee So-young | 62.25 | 63.00 | DNI   | 63.00  |
| 6   | Lim Yeon-ju  | 58.25 | 59.50 | DNI   | 59.50  |